# Goedartia superba
Goedartia superba är en stekelart som beskrevs av Heinrich 1975. Goedartia superba ingår i släktet Goedartia och familjen brokparasitsteklar. Inga underarter finns listade i Catalogue of Life.